# Policzna (gromada w powiecie hajnowskim)
Policzna – dawna gromada, czyli najmniejsza jednostka podziału terytorialnego Polskiej Rzeczypospolitej Ludowej w latach 1954–1972.
Gromady, z gromadzkimi radami narodowymi (GRN) jako organami władzy najniższego stopnia na wsi, funkcjonowały od reformy reorganizującej administrację wiejską przeprowadzonej jesienią 1954 do momentu ich zniesienia z dniem 1 stycznia 1973, tym samym wypierając organizację gminną w latach 1954–1972.
Gromadę Policzna z siedzibą GRN w Policznej utworzono – jako jedną z 8759 gromad – w powiecie hajnowskim w woj. białostockim, na mocy uchwały nr 16/V WRN w Białymstoku z dnia 4 października 1954. W skład jednostki weszły obszary dotychczasowych gromad Biała Straż, Górny Gród, Kuraszewo, Policzna, Starzyna, Wierstok, Wojnówka i Wiluki (z wyłączeniem miejscowości Długi Bród, Piaski i Zabagonie) ze zniesionej gminy Policzna oraz obszar dotychczasowej gromady Opaka Duża ze zniesionej gminy Czeremcha w tymże powiecie. Dla gromady ustalono 13 członków gromadzkiej rady narodowej.
Gromada przetrwała do końca 1972 roku, czyli do kolejnej reformy gminnej.